# Biharnagybajom
Biharnagybajom là một thị trấn thuộc hạt Hajdú-Bihar, Hungary. Thị trấn này có diện tích 61,35 km², dân số năm 2010 là 2775 người, mật độ 45 người/km².